# Setmana Catalana de 1975
La Setmana Catalana de 1975, va ser la 13a edició de la Setmana Catalana de Ciclisme. Es disputà en 6 etapes del 31 de març al 4 d'abril de 1975. El vencedor final fou el belga Eddy Merckx de l'equip Molteni per davant de Luis Ocaña i Joop Zoetemelk.
Després de dos segons llocs, Merckx va aconseguir la victòria final a la "Setmana", gràcies especialment a la contrarellotge del Santuari de la Mare de Déu de Queralt.
La segona etapa que va acabar a Les Escaldes va tenir un final polèmic. En un principi el guanyador va ser Rik van Linden, però va ser desposseït de la victòria, ja que va ser culpat d'agafar pel braç a Jean-Jacques Fussien qui finalment obtingué el triomf.

## Etapes
| Etapa | Data       | Ciutats d'etapa                                         | km    | Vencedor de l'etapa        | Líder de la general  |
| ----- | ---------- | ------------------------------------------------------- | ----- | -------------------------- | -------------------- |
| 1a    | 31 de març | L'Hospitalet de Llobregat – Valls                       | 196,0 | Joseph Bruyère (BEL)       | Joseph Bruyère (BEL) |
| 2a    | 1 d'abril  | Valls – Les Escaldes ( Andorra)                         | 191,0 | Jean-Jacques Fussien (FRA) | Joseph Bruyère (BEL) |
| 3a A  | 2 d'abril  | Organyà – Gironella                                     | 119,0 | Rik van Linden (BEL)       | Joseph Bruyère (BEL) |
| 3a B  | 2 d'abril  | Casserres – Santuari de la Mare de Déu de Queralt (CRI) | 25,0  | Eddy Merckx (BEL)          | Eddy Merckx (BEL)    |
| 4a    | 3 d'abril  | Berga - Sant Bartomeu del Grau                          | 185,0 | Christian Seznec (FRA)     | Eddy Merckx (BEL)    |
| 5a    | 4 d'abril  | Roda de Ter – Malgrat de Mar                            | 181,0 | Domingo Perurena (ESP)     | Eddy Merckx (BEL)    |

### 1a etapa[2]
31-03-1975: L'Hospitalet de Llobregat – Valls, 196,0 km.:
|   | Ciclista             | Equip              | Temps      |
| - | -------------------- | ------------------ | ---------- |
| 1 | Joseph Bruyère (BEL) | Molteni            | 6h 02' 53" |
| 2 | Rik van Linden (BEL) | Bianchi-Campagnolo | + 01"      |
| 3 | Frans Van Looy (BEL) | Molteni            | m. t.      |

### 2a etapa[2]
01-04-1975: Valls – Les Escaldes, 191,0 km.
|   | Ciclista                   | Equip          | Temps      |
| - | -------------------------- | -------------- | ---------- |
| 1 | Jean-Jacques Fussien (FRA) | Super Ser-Zeus | 6h 22' 48" |
| 2 | Eddy Merckx (BEL)          | Molteni        | m. t.      |
| 3 | Frans Van Looy (BEL)       | Molteni        | m. t.      |

### 3a etapa A[3]
02-04-1975: Organyà – Gironella, 119,0 km.:
|   | Ciclista               | Equip              | Temps      |
| - | ---------------------- | ------------------ | ---------- |
| 1 | Rik van Linden (BEL)   | Bianchi-Campagnolo | 3h 20' 03" |
| 2 | Eddy Merckx (BEL)      | Molteni            | m. t.      |
| 3 | Domingo Perurena (ESP) | Kas-Kaskol         | m. t.      |

### 3a etapa B[3]
02-04-1975: Casserres – Santuari de la Mare de Déu de Queralt (CRI), 25,0 km.:
|   | Ciclista             | Equip          | Temps   |
| - | -------------------- | -------------- | ------- |
| 1 | Eddy Merckx (BEL)    | Molteni        | 41' 53" |
| 2 | Luis Ocaña (ESP)     | Super Ser-Zeus | + 19"   |
| 3 | Joseph Bruyère (BEL) | Molteni        | + 38"   |

### 4a etapa[4]
03-04-1975: Berga - Sant Bartomeu del Grau, 185,0 km.:
|   | Ciclista               | Equip              | Temps     |
| - | ---------------------- | ------------------ | --------- |
| 1 | Christian Seznec (FRA) | Gan-Mercier        | 3h 9' 48" |
| 2 | Rik van Linden (BEL)   | Bianchi-Campagnolo | + 10"     |
| 3 | Eddy Merckx (BEL)      | Molteni            | m. t.     |

### 5a etapa[5]
03-04-1975: Roda de Ter – Malgrat de Mar, 181,0 km.:
|   | Ciclista               | Equip      | Temps      |
| - | ---------------------- | ---------- | ---------- |
| 1 | Domingo Perurena (ESP) | Kas-Kaskol | 5h 10' 37" |
| 2 | Jos Huysmans (BEL)     | Molteni    | m. t.      |
| 3 | Eddy Merckx (BEL)      | Molteni    | + 2' 09"   |

## Classificació General
|    | Ciclista                   | Equip              | Punts       |
| -- | -------------------------- | ------------------ | ----------- |
| 1  | Eddy Merckx (BEL)          | Molteni            | 26h 50' 22" |
| 2  | Luis Ocaña (ESP)           | Super Ser-Zeus     | + 0' 19"    |
| 3  | Joop Zoetemelk (NED)       | Gan-Mercier        | + 0' 19"    |
| 4  | Felice Gimondi (ITA)       | Bianchi-Campagnolo | + 1' 01"    |
| 5  | Francisco Galdós (ESP)     | Kas-Kaskol         | + 1' 41"    |
| 6  | Antoon Houbrechts (BEL)    | Bianchi-Campagnolo | + 1' 51"    |
| 7  | Domingo Perurena (ESP)     | Kas-Kaskol         | + 2' 53"    |
| 8  | Antonio Martos (ESP)       | Kas-Kaskol         | + 3' 04"    |
| 9  | Jesús Manzaneque (ESP)     | Monteverde         | + 3' 04"    |
| 10 | José Martins Freitas (POR) | Coelima            | + 3' 18"    |